# Hendrik-Ido-Ambacht
Hendrik-Ido-Ambacht est un village et une commune néerlandaise, en province de Hollande-Méridionale.

## Lien externe

Le Waaltje dans Hendrik-Ido-Ambacht